# Maria Reicheová
Maria Reicheová (15. května 1903, Drážďany – 8. června 1998, Lima) byla německo-peruánská matematička a archeoložka. Proslula svými výzkumy starověkých petroglyfů a geoglyfů na planině Nazca v Peru.

## Život
Vystudovala matematiku na univerzitách v Berlíně a Edinburghu, poté se živila jako učitelka. Byla známa svými feministickými postoji – byla prý první ženou jezdící po Berlíně na kole.
Roku 1932 odjela do Limy, mj. kvůli růstu vlivu nacistů v Německu. Zde se seznámila Paulem Kosokem, který pro vědecký svět objevil geoglyfy na planině Nazca, o nichž ona před jejich setkáním nic netušila. Pro Kosokovu práci se nadchla. Pracovala pro něj nejprve jako překladatelka do španělštiny a posléze se sama stala badatelkou, když přijala Kosokovu astronomickou teorii o Nazce, jež vysvětluje soubor obřích obrazců jejich vztahy k hvězdné obloze a chápe je jako de facto velký kalendář.
Na planinu se poprvé dostala v roce 1941 a od té doby provedla řadu měření a objevů. Objevila například známý geoglyf pavouka, několika ptáků i dalších zvířat. Popsala rovněž 15 paprskových center vyrytých linií. Dokázala též silnou vazbu určitých linií na souhvězdí Plejád. Pozornost veřejnosti vzbudily její riskantní způsoby fotografování obrazců – nechávala se připoutat na dřevěnou desku pod vrtulník. Své výzkumy shrnula zejména do knihy Mystery on the Desert (1949). Byla známa svým odmítáním náboženského výkladu obrazců či teorií Ericha von Dänikena, že planina Nazca sloužila jako starověké letiště pro mimozemské návštěvníky – upozornila mj. na to, že povrch pampy je měkký a každý těžší stroj by se zabořil do písku. Známá byla též bojem proti ničení obrazců turisty.
V Peru se rozhodla natrvalo zůstat roku 1946, v roce 1993 získala peruánské občanství. V roce 1994 obdržela nejvyšší peruánské vyznamenání Řád Slunce.